# Eldmörjan, Värmland
Eldmörjan är en sjö i Hagfors kommun i Värmland och ingår i Göta älvs huvudavrinningsområde. Eldmörjan ligger i Fräkensjömyrarna Natura 2000-område.